# نادي آيت سعيد
نادي آيت سعيد (بالأمازيغية : ⴰⵙⵔⵉⵔ ⵏ ⴰⵢⵜ ⵙⵄⵉⴷ) (بالإنجليزية : Club Ait Saïd ) هو نادٍ رياضي مغربي من جماعة دار الكبداني التي تنتمي ترابيا لإقليم الدريوش في الريف شمال المغرب.
تأسس النادي سنة 2002 وينشط في عصبة الشرق القسم الشرفي الثاني.

## التاريخ
تأسس نادي آيت سعيد كاستجابة للحاجة إلى تعزيز الأنشطة الرياضية في منطقة آيت سعيد، وخصوصاً كرة القدم. 
 منذ تأسيسه، عمل النادي على تطوير مهارات اللاعبين المحليين والمساهمة في ترويج الرياضة بين الشباب.[بحاجة لمصدر]

## البنية التحتية
يتوفر نادي آيت سعيد على ملعب بأرضية ترابية، مما يؤثر على نوعية التدريب والمنافسة. كما يفتقر النادي للعديد من الموارد الأساسية، مثل التجهيزات الرياضية الحديثة والمرافق الضرورية، مما يحد من تطور اللاعبين ويعوق تحقيق نتائج أفضل.[بحاجة لمصدر]

## الدور الاجتماعي
يلعب نادي آيت سعيد دوراً مهماً في المجتمع المحلي من خلال توفير منصة للشباب للتعبير عن مواهبهم الرياضية وتعزيز الروح الجماعية والانتماء. كما يسعى النادي إلى التعاون مع المؤسسات التعليمية لتعزيز الرياضة المدرسية وتطوير مواهب هواة كرة القدم.[بحاجة لمصدر]

## الرؤساء
منذ تأسيس النادي عام 2002 حتى الآن تعاقب على رئاسة النادي 5 رؤساء.
القائمة التالية تضم رؤساء نادي آبت سعيد منذ عام 2002 وحتى اليوم.[بحاجة لمصدر]
- رشيد بوزكو
- المصطفى البرودي
- لحبيب العباسي
- المصطفى بقالي
- منتصر لخشين (الرئيس الحالي)